# Shiyang, Zhejiang
Shiyang (kinesiska: 仕阳镇) är en köping i Kina. Den ligger i provinsen Zhejiang, i den östra delen av landet, omkring 320 kilometer söder om provinshuvudstaden Hangzhou. Antalet invånare är 13 932. Befolkningen består av 6 582 kvinnor och 7 350 män. Barn under 15 år utgör 19,0 %, vuxna 15-64 år 65 %, och äldre över 65 år 14,0 %.
Runt Shiyang är det ganska tätbefolkat, med 222 invånare per kvadratkilometer. Närmaste större samhälle är Sankui, 6,8 km norr om Shiyang. I omgivningarna runt Shiyang växer i huvudsak blandskog.
Genomsnittlig årsnederbörd är 2 199 millimeter. Den regnigaste månaden är juni, med i genomsnitt 339 mm nederbörd, och den torraste är oktober, med 63 mm nederbörd.